# Haldiram's
Haldiram Snacks Food Pvt. Ltd., que faz negócios como Haldiram's, é uma rede multinacional indiana de restaurantes fast-food, fundada em 1937 como uma loja de confeitaria e sobremesas em Bikaner, Rajastão, por Ganga Bhishen Agarwal. Atualmente está sediada em Noida.  A Haldiram's também é uma empresa de bens de consumo de movimento rápido (FMCG), já que a maioria dos seus restaurantes possui uma seção de varejo integrada, onde lanches e doces indianos embalados são vendidos sob sua própria marca.  

## História

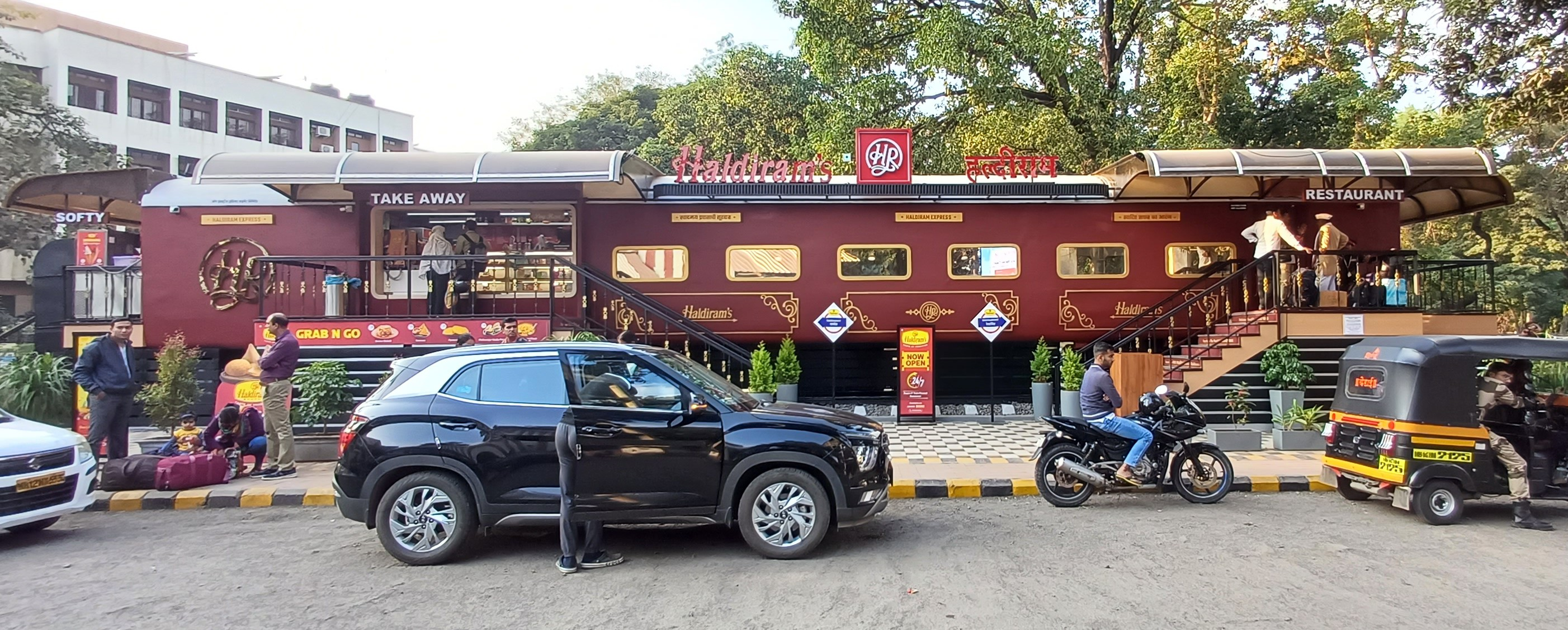
Um restaurante Haldiram's com tema de vagão de trem em Nagpur

A Haldiram's foi fundada em 1937 como uma loja de doces e namkeen em Bikaner, Rajastão.  Foi fundada por Ganga Bhishen Agarwal, carinhosamente conhecido como Haldiram Ji. 
Para impulsionar a expansão, a primeira fábrica da empresa foi inaugurada em Calcutá (atualmente Kolkata).  Em 1970, uma fábrica maior foi estabelecida em Jaipur.  Outra fábrica foi criada em Nova Deli no início da década de 1990. 
Em 2003, a empresa iniciou o processo de desenvolvimento de alimentos de conveniência para serem comercializados aos consumidores. 
Em 2014, a Haldiram's foi classificada em 55º lugar entre as marcas mais confiáveis da Índia, de acordo com o Brand Trust Report; um estudo conduzido pela Trust Research Advisory.  Em 2017, a empresa foi eleita a maior empresa de salgadinhos do país. 
Em 2022, foi anunciado que os negócios de salgadinhos embalados da Haldiram Snacks, sediada em Déli, e da Haldiram Foods International, sediada em Nagpur, seriam primeiro desmembrados e depois fundidos em uma entidade chamada Haldiram Snacks Food. Os irmãos Manohar e Madhusudan Agarwal, sediados em Deli, obtiveram uma participação de 56% na entidade resultante da fusão, enquanto Shiv Kishan Agarwal, sediado em Nagpur, recebeu os restantes 44%.   
Em 2025, a empresa de investimento estatal de Singapura Temasek adquiriu mais de 9% das ações da Haldiram's por uma avaliação de quase 10 bilhões de dólares americanos. 

## Produtos

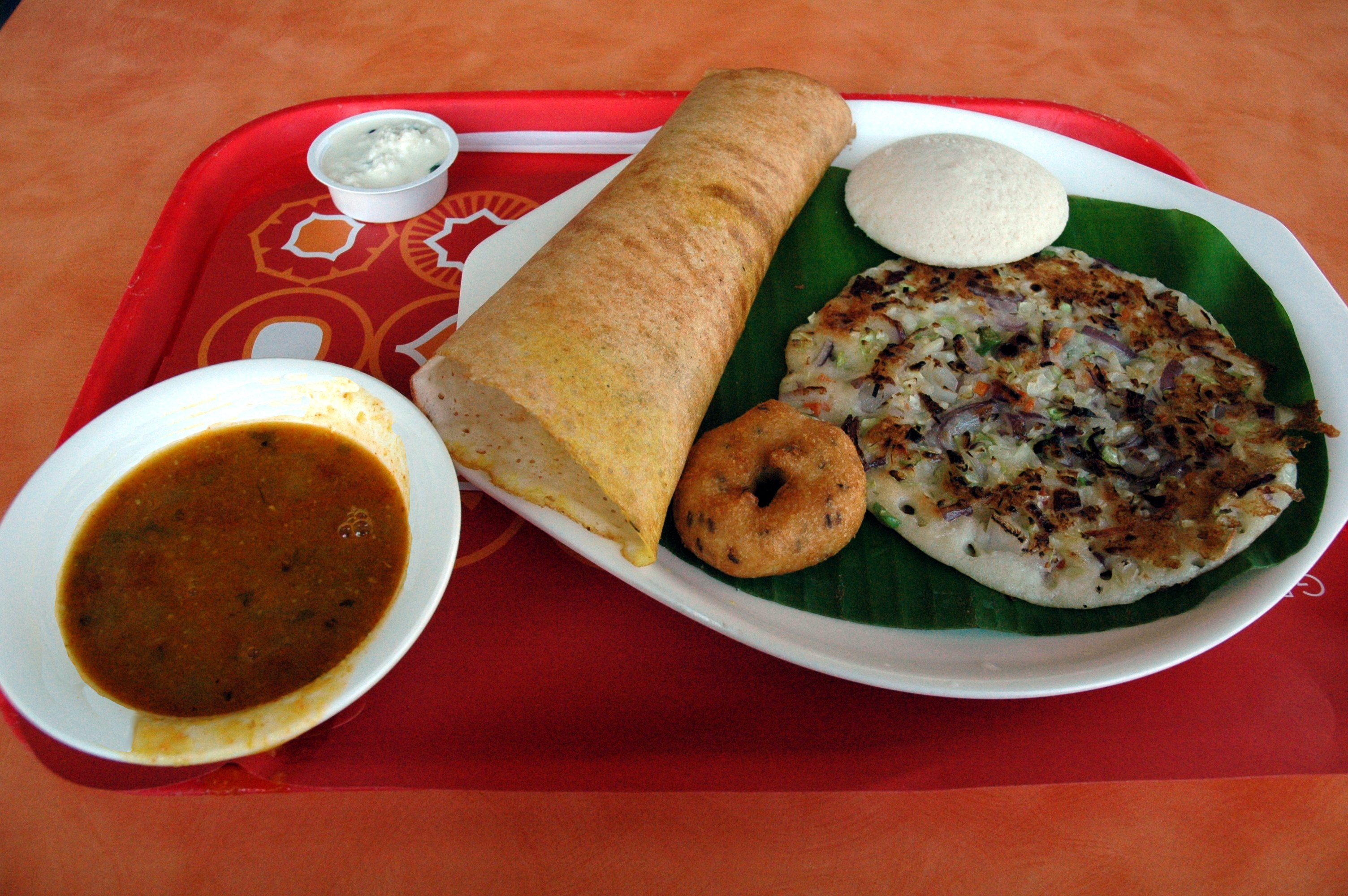
Café da manhã do sul da Índia no restaurante Haldiram's, Gurgaon

A Haldiram's tem mais de 410 produtos. Sua linha de produtos inclui namkeens tradicionais, salgadinhos ocidentais, doces indianos tradicionais e contemporâneos, biscoitos, sorvetes e picles. Produtos como gulab jamun e Bikaneri bhujia e papadam são populares. A empresa também produz produtos alimentícios prontos para consumo. Na década de 1990, a produção de alimentos à base de batata foi possibilitada pela importação de máquinas dos Estados Unidos projetadas para esses fins. [carece de fontes?]
Os produtos da Haldiram são comercializados em vários locais de varejo, como padarias e confeitarias, entre outros, e também em vários sites comerciais. Antes e até agosto de 2003, no mercado dos Estados Unidos, os produtos da empresa limitavam-se a batatas fritas.  Nos Estados Unidos, os produtos da empresa são comercializados em muitos supermercados indianos  e são populares entre a diáspora indiana.

## Na cultura popular
O talo de Haldiram foi apresentado como o lanche favorito do personagem principal no filme de Bollywood Prem Ratan Dhan Payo de 2015. Mais de 1,5 crore de pacotes de lanches Haldiram foram impressos com o logotipo do filme. 

## Questões legais
Em 2006, o coproprietário Prabhu Shankar Agarwal foi considerado culpado por tentar assassinar um vendedor de chá. O vendedor de chá recusou-se a mudar a sua banca do local perto do restaurante de Agarwal em Calcutá. 